# Cimetière militaire de Ben M'Sick
Le cimetière militaire de Ben M'Sick est situé à Casablanca au Maroc ou reposent très majoritairement des militaires français morts pendant le protectorat français, entre 1907 et 1956 mais également des combattants marocains ayant servi dans les troupes françaises et des militaires du Commonwealth et d'Allemagne. Il est inclus dans le plus vaste cimetière civil européen de Ben M'Sick.

## Historique
Le premier columbarium fut achevé en 1937 à l'initiative du Souvenir français. Le second columbarium fut inauguré le 11 novembre 1963. 
Depuis la fin du protectorat français, plusieurs opérations de regroupement de sépultures des six autres cimetières militaires français du Maroc (Rabat, Fès, Meknès, Marrakech, Agadir et Kenitra) vers Ben M'Sick ont été menées. Ainsi en 1989, 358 sépultures ont été transférées depuis le cimetière de Meknes.

## Caractéristiques
Le cimetière européen est lui géré et entretenu par la ville de Casablanca. Les carrés militaires français sont entretenus par le Service des Anciens Combattants et Victimes de Guerre du ministère français de la Défense.

### Les carrés français
La partie française  a une superficie de 0,99 ha et comprend trois carrés militaires, un carré de la marine de commerce réquisitionnée, deux columbariums et un mémorial. 

#### Les columbariums
Le second columbarium  dispose de 12 000 alvéoles, dont 8 628 sont occupées.

#### Les monuments commémoratifs
- mémorial de la Marine avec une plaque commémorative anciennement apposée place de la Marine à Casablanca en souvenir de l'intervention d'une escadre de la marine française en 1907[3] et une plaque en mémoire de l'équipage d'un Goliath F G5, avion de l'aéronavale qui a disparu en 1925 au-dessus de Chefchaouen[3].
- mémorial de l'Aviation, un menhir initialement érigé au cimetière d'El Hank à Casablanca pour les aviateurs militaires français  tombés au Maroc[3]
- mémorial « Terre » qui est une plaque initialement apposée au col de Tizim Rnim, rappelant le sacrifice des troupes de la région d'El-Ksiba[3]
- mémorial de la Déportation, érigé en 1953 et qui renferme de la terre prélevée dans différents camps de concentration[3].

### Le carré britannique
Le cimetière abrite également un carré britannique sur 0,15 ha abritant les sépultures de 48 aviateurs et marins britanniques, sud-africains et canadiens morts pendant la Seconde Guerre mondiale. Le maréchal Claude Auchinleck, commandant la 8e armée britannique en Afrique du Nord en 1942 et mort en 1981 à Marrakech où il avait pris sa retraite y est enterré.

### Le carré allemand
Un carré allemand abrite les sépultures de 344 soldats allemands de la Première et Seconde Guerre mondiale, morts au combat ou pour le plus grand nombre, prisonniers de guerre détenus au Maroc. Ces tombes ont été rassemblées à Ben M'Sick en 1978. 

### Le monument américain
Le cimetière abrité également un monument américain dédié au débarquement allié de novembre 1942 et inauguré pour le cinquantenaire de l'opération en 1992.